# Aglais ioformis
Aglais ioformis är en fjärilsart som beskrevs av Reuss 1909. Aglais ioformis ingår i släktet Aglais och familjen praktfjärilar. Inga underarter finns listade i Catalogue of Life.